# Збірна Португалії з хокею із шайбою

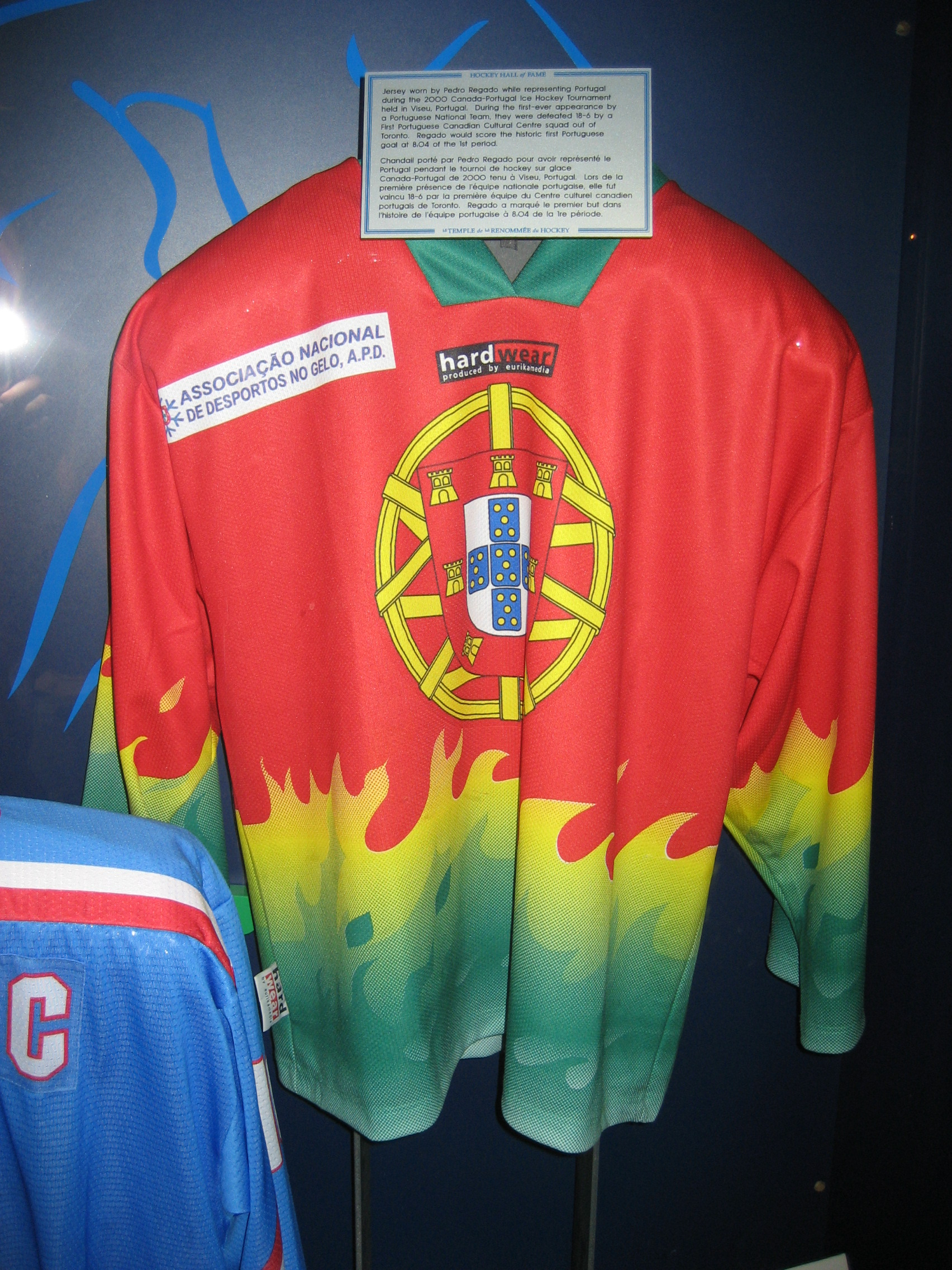
форма збірної Португалії у Залі слави хокею

Збірна Португалії з хокею із шайбою — національна чоловіча збірна команда Португалії, яка представляє країну на міжнародних змаганнях з хокею, у чемпіонатах світу участі не брала. Функціонування команди забезпечується Федерацією хокею Португалії, яка є членом ІІХФ з 13 травня 1999 року.
У 2000 роках збірна яка складалась з гравців португальського походження передусім канадців та американців, провела три товариські матчі у Канаді. Єдина ковзанка у країні діяла протягом десяти років (1996—2006) у місті Візеу.